# Ballets Suédois

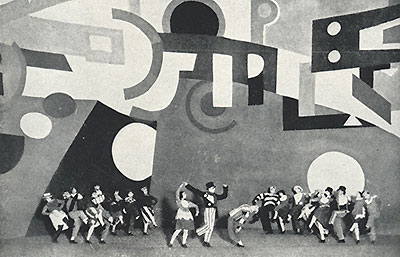
Ballets Suédois: Produktion Skating Rink (1922) von Jean Börlin, Bühnenbild: Fernand Léger

Die Ballets Suédois waren ein von 1920 bis 1925 Jahre aktives Ballettensemble mit Hauptsitz in Paris. Seine Gründer waren Rolf de Maré und der Tänzer und Choreograph Jean Börlin.

## Geschichte und Schwerpunkte
Das Ballettensemble Ballets Suédois wurde 1920 in Paris von dem schwedischen Mäzen und Kunstsammler Rolf de Maré (1888–1964) gemeinsam mit dem Tänzer und Choreographen Jean Börlin gegründet. Es bestand hauptsächlich aus schwedischen und dänischen Tänzern, darunter neben Börlin Jenny Hasselquist, Carina Ari und Irma Calson. Das Debüt der Ballets Suédois fand am 25. Oktober 1920 im Pariser Théâtre des Champs-Élysées statt. Während ihres nur 5-jährigen Bestehens (Auflösung 1925) traten die Ballets Suédois jedoch nicht nur dort, sondern auch auf zahlreichen europäischen Bühnen und in den Vereinigten Staaten auf.
Das Ensemble wandte sich ähnlich wie die von Sergei Djagilew 1909 gegründeten Ballets Russes – an deren Erfolg es anknüpfen wollte – gegen herrschende Strömungen des Akademismus und griff Einflüsse des Ausdruckstanzes etwa von Isadora Duncan, Mary Wigman oder Rudolf von Laban auf. Der für sämtliche, über 20 Produktionen als Choreograph und vielfach auch Solotänzer verantwortliche Jean Börlin, zuvor beim Ballett der Königlichen Oper Stockholm tätig, bezog seine Inspirationen häufig aus der zeitgenössischen Malerei. Thematisch griff er teils auf schwedische, aber auch außereuropäische Folklore, teils auf Alltagsgeschichten zurück. In seinen Choreographien strebte er eine Synthese aus Tanz, Musik, Poesie und zeitgenössischer Malerei an. Integriert wurden etwa Elemente afrikanischer Tänze (Verschmelzung afrikanischer Schöpfungsmythen mit Jazz-beeinflusster Musik in La Création du monde, 1923), Rollschuhlauf (Skating-Rink, 1922) oder abstrakter Kunst bis hin zum dadaistischen Multimediaschauspiel (Relâche, 1924).
Ähnlich wie bei den Balletts Russes prägend war die Zusammenarbeit mit Malern und Komponisten der damaligen Avantgarde. Zu ersteren zählten Fernand Léger, Giorgio De Chirico und Pierre Bonnard. Hinzu kamen Libretti bzw. Livrets von Dichtern wie Paul Claudel und Jean Cocteau. Die Zusammenarbeit mit der französischen Komponistengruppe Les Six resultierte in der Gemeinschaftskomposition Les Mariés de la tour Eiffel (1921).

## Produktionen
Alle Choreografien von Jean Börlin:
- 25. Oktober 1920: Jeux. Musik: Claude Debussy, Szenografie: Pierre Bonnard – Iberia. Musik: Isaac Albéniz, Bühnenbild und Kostüme: Théophile Alexandre Steinlen – Nuits de Saint-Jean. Musik: Hugo Alfvén, Bühnenbild und Kostüme: Nils von Dardel
- 8. November 1920: Maison de fous. Musik: Viking Dahl, Bühnenbild und Kostüme: Nils von Dardel – Le Tombeau de Couperin. Musik: Maurice Ravel, Bühnenbild und Kostüme: Pierre Laprade
- 13. November 1920: Derviches. Musik: Alexander Glasunow, Bühnenbild: Georges Mouveau
- 18. November 1920: El Greco. Musik: Désiré-Émile Inghelbrecht, Bühnenbild: Georges Mouveau – Les Vierges folles. Musik: Kurt Atterberg, Bühnenbild und Kostüme: Einar Nerman
- 15. Februar 1921: La Boîte à joujoux. Musik: Claude Debussy, Livret, Bühnenbild und Kostüme: André Hellé
- 6. Juni 1921: L'Homme et son désir. Musik: Darius Milhaud, Livret: Paul Claudel,  Bühnenbild und Kostüme: Audrey Parr
- 18. Juni 1921: Les Mariés de la tour Eiffel. Musik: Georges Auric, Arthur Honegger, Darius Milhaud, Francis Poulenc und Germaine Tailleferre, Livret: Jean Cocteau, Bühnenbild: Irène Lagut, Kostüme: Jean Hugo
- 20. November 1921: Dansgille. Musik: Eugène Bigot
- 20. Januar 1922: Skating-Rink. Musik: Arthur Honegger, Livret: Ricciotto Canudo, Bühnenbild und Kostüme: Fernand Léger
- 25. Mai 1923: Le Marchand d'oiseaux. Musik: Germaine Tailleferre, Livret, Bühnenbild und Kostüme: Hélène Perdriat – Offerlunden. Musik: Algot Haquinius, Bühnenbild und Kostüme: Gunnar Hallström
- 25. Oktober 1923: La Création du monde. Musik: Darius Milhaud, Livret: Blaise Cendrars, Bühnenbild und Kostüme: Fernand Léger – Within the Quota. Musik: Cole Porter, Livret, Bühnenbild und Kostüme: Gerald Murphy
- 19. November 1924: Le Roseau. Musik: Daniel Lazarus, Bühnenbild und Kostüme: Alexandre Alexeieff – Le Porcher. Musik: Pierre-Octave Ferroud, Livret nach Hans Christian Andersen, Bühnenbild und Kostüme: Alexandre Alexeieff – Le Tournoi singulier. Musik: Roland-Manuel, Livret nach Louise Labé, Bühnenbild und Kostüme: Tsuguharu Foujita – La Jarre. Musik: Alfredo Casella, Livret: Luigi Pirandello, Bühnenbild und Kostüme: Giorgio De Chirico
- 4. Dezember 1924: Relâche. Musik: Erik Satie, Livret, Bühnenbild und Kostüme: Francis Picabia (mit dem dadaistischen Film Entr’acte von René Clair als Zwischenspiel)